# ألم عصبي قذالي
ألم عصبي قذالي هو ألمٌ عصبي، يسبب ألما في أعلى الرقبة من خلف الرأس، وقد ينتشر إلى الرأس من الأعلى, ومن ثم إلى العينين, وينجم هذا الألم عن تأثر الأعصاب التي تخرج من النخاع الشوكي، والتي تغذي منطقة خلف وأعلى الرأس, ويكون هذا بسبب رض سابق، أو حركات متكررة للرقبة في وضعية الانحناء، أو رفع الرأس إلى الأعلى، أو إجهاد على خلف الرأس، وأحيانا قد يكون بسبب عظم بارز يضغط على العصب.
آلام العصب القذالي هي واحدة من أكثر آلام الأعصاب حدة. قد يحدث صداع شديد، وشعور بنبضات شديدة على الرأس أو آلام كالطعن الشديد أو كإطلاق نار فوق الجزء العلوي من فروة الرأس.

## الأسباب
ألم العصبي القذالي، وهو الذي يحدث عندما يتعرض العصب القذالي الذي يخرج من قاع الجمجمة للإصابة أو الالتهاب أو الاحتكاك. إذا كان عاني من التهاب في المفاصل، مرض السكري، أو إصابة في الرأس أو غضاريف الرقبة، فقد تواجه أيضاً آلام العصب القذالي. لسوء الحظ, فإن آلام العصب القذالي تُشخص بالخطأ على أنها صداع نصفي أو أي نوع من الصداع نتيجة لتشابه الأعراض.

## تشخيص ألم العصب القذالي
في بعض الأحيان، لا يمكن إيجاد سبب محدد لألم العصب القذالي. ومع ذلك، فهو مرض محدد يمكن أن يسبب لك ألم شديد للغاية ومن الضروري أن يتم تشخيص الحالة ومعالجتها بشكل صحيح. وفي كثير من الأحيان يتم تشخيص الحالة خطأ على أنها صداع توتري؛ لتشابه الأعراض.

## العلاج
ويكون العلاج: أولا بالتشخيص، ثم إعطاء حقنة كورتيزون مع مخدر موضعي, وفي حال عدم تحسن الحال فقد يفيد أيضا التدخل الجراحي.

## وصلات خارجية
- Occipital_Neuralgia على موقع المعهد الوطني للاضطرابات العصبية والسكتة الدماغية (NINDS)
- Overview of Occipital Neuralgia